# 番石榴毛管蚜
番石榴毛管蚜（学名：Greenidea (Trichosiphum）为毛管蚜科毛管蚜屬下的一个种。